# Jargal Tsatsral
Jargal Tsatsral (em mongol: Жаргал Цацрал; 22 de junho de 1987) é um futebolista mongol que atua como atacante. Atualmente joga pelo Khoromkhon.

## Carreira
Em 2014, foi um dos principais jogadores da equipe, ajudando-a a ganhar o título da liga mongol daquele ano; foi o autor do único gol da final contra o Erchim, que selou a conquista.

## Carreira internacional
Jargal jogou sua primeira partida pela Mongólia em 9 de fevereiro de 2011, contra as Filipinas, nos play-offs de qualificação para a AFC Challenge Cup.

## Vida pessoal
Jargal Tsatsral é budista.